# Dipartimento di Kédougou
Il dipartimento di Kédougou (fr. Département de Kédougou) è un dipartimento del Senegal, appartenente alla regione omonima. Il capoluogo è la città di Kédougou, capoluogo regionale.
Il dipartimento attuale venne creato nel 2008 scorporando parte del precedente dipartimento di Kédougou, elevato a regione.
Il dipartimento di Kédougou comprende (al 2012) 1 comune (il capoluogo Kédougou) e 2 arrondissement:
- Bandafassi
- Fongolembi